# 1668
1668. је била проста година.

## Догађаји

### Фебруар
- 13. фебруар — Пописивањем Лисабонског споразума између Афонса VI и Карлоса II, Шпанија признала независност Португалије.